# Дьяково (Раменский район)
Дья́ково — деревня в Раменском муниципальном районе Московской области. Входит в состав сельского поселения Константиновское. Население — 54 чел. (2010).

## Название
Название связано с некалендарным личным именем Дьяк либо с должностью владельца: дьяк — «письмоводитель, секретарь, правитель канцелярии».

## География
Деревня Дьяково расположена в западной части Раменского района, примерно в 13 км к юго-западу от города Раменское. Высота над уровнем моря 127 м. Через деревню протекает река Велинка. Ближайший населённый пункт — деревня Тяжино.

## История
В 1926 году деревня входила в Тяжинский сельсовет Велинской волости Бронницкого уезда Московской губернии.
С 1929 года — населённый пункт в составе Бронницкого района Коломенского округа Московской области. 3 июня 1959 года Бронницкий район был упразднён, деревня передана в Люберецкий район. С 1960 года в составе Раменского района.
До муниципальной реформы 2006 года деревня входила в состав Константиновского сельского округа Раменского района.

## Население
| 1926 | 2002 | 2010 |
| ---- | ---- | ---- |
| 231  | ↘46  | ↗54  |

В 1926 году в деревне проживало 231 человек (101 мужчина, 130 женщин), насчитывалось 49 хозяйств, из которых 48 было крестьянских. По переписи 2002 года — 46 человек (13 мужчин, 33 женщины).